# Tragocephala nobilis
Tragocephala nobilis là một loài bọ cánh cứng trong họ Cerambycidae.